# サニータウン
「サニータウン -くまなく旅したい街-」は、ケラケラの楽曲のひとつ。2016年3月9日にCDが発売された。JR西日本岡山支社による、岡山県と広島県の備後地域の地域おこしの企画、「吉備之国くまなく旅し隊」の応援歌として制作された。